# Per Lønning
Per Lønning, född 24 februari 1928 i Fana i Hordaland, död 21 augusti 2016, var en norsk teolog, professor, biskop och politiker (Høyre). Han var både teol. dr och fil. dr, och därmed en av relativt få "dubbeldoktorer".

## Biografi
Per Lønning var son till Per Lønning (1898–1974) och Anna Gurine Strømø (1895–1966) och blev student 1946 och avlade teologisk ämbetsexamen redan 1949. Senare följde stipendievistelser i Danmark, Frankrike, Västtyskland, USA och Schweiz. Han tog doktorsgraden i teologi vid Universitetet i Oslo 1955 och doktorsgraden i idéhistoria där 1959.
Från 1958 till 1965 var han stortingsrepresentant och bägge perioderna medlem av kyrko- och undervisningskomittén. Han var också medlem av Stortingets delegation til NATO:s parlamentarikerförsamling 1962–1963 och delegat till FN:s generalförsamling 1964.
Lønning var först biskop i Borg från 1969 till 1975. Då lagen om fri abort antogs 1975, sökte han avsked som biskop i protest mot lagen. Efter 12 år blev han åter biskop i Norska kyrkan, denna gång i Bjørgvin, där han var från 1987 till 1994.
1969 ordinerade han Rosemarie Köhn till präst. Från 1981 till 1987 var han forskningsprofessor i Strasbourg, och han har också varit knuten till Chr. Michelsens Institutt 1994–1997. År 1986 utnämndes han till hedersdoktor vid St. Olaf College. 2001 blev han utnämnd till kommendör av St. Olavs Orden. Lønning var kristen naturist och aktiv i Oslo Naturistforening
Han är bror till teologen, universitetsrektorn och politikern Inge Lønning och kusin till psykologiprofessorn Ragnar Rommetveit.